# Nunziatura apostolica nel Granducato di Toscana
La nunziatura apostolica in Toscana o nunziatura apostolica nel Granducato di Toscana è stata una rappresentanza diplomatica permanente della Santa Sede nel Granducato di Toscana. La sede era a Firenze. La nunziatura era retta da un diplomatico, detto "nunzio apostolico in Toscana", che aveva il rango di ambasciatore.

## Storia
La nunziatura apostolica in Toscana venne fondata da papa Pio IV il 2 agosto 1560 con il breve apostolico Insignis tua, in virtù della sua politica di alleanza con i Medici che avrebbero avuto sotto il suo pontificato un rapporto privilegiato con la Santa Sede. Il legato pontificio godette infatti di ampi poteri soprattutto sull'inquisizione, poteri che vennero difatti largamente ridotti dal successore Sisto V.
Già in precedenza alla fondazione della nunziatura, ad ogni modo, esisteva una forma di sede diplomatica con a capo un "Collettore Generale" di sede a Firenze in quanto essa era la più importante città Toscana, nominativo che poi venne cambiato in Nunziatura apostolica nel Granducato di Toscana dopo la costituzione del Granducato ad opera di Cosimo I de' Medici e su appoggio del pontefice.
Durante il Seicento il futuro Innocenzo XII fu nunzio apostolico nel Granducato.
La nunziatura cessò di esistere con l'annessione del Granducato di Toscana al Regno d'Italia nel marzo 1859. Il 5 maggio 1859 l'ultimo nunzio apostolico, Alessandro Franchi, lasciò Firenze.

## Lista dei nunzi apostolici

### Collettori generali
- Giacomo da Itri (maggio 1373 - 18 gennaio 1376)

...
- Giovanni Capogallo (1386 - 1398)

...
- Carlo di Cosimo de' Medici (1450 - 1460)

### Nunzi apostolici

#### XVI secolo
- Giovanni Campeggi (2 agosto 1560 - gennaio 1561)
- Giorgio Corner (13 gennaio 1561 - 1565)
- Bernardino Brisegna (8 febbraio 1565 - giugno 1573)
- Carlo Cicala (15 giugno 1573 - 25 febbraio 1576)
- Alberto Bolognetti (25 febbraio 1576 - settembre 1578)
- Fabio della Corgna (10 settembre 1578 - ottobre 1579)
- Paolo Capranica (28 ottobre 1579 - febbraio 1581)
- Valerio della Corbara (13 febbraio 1581 - aprile 1586)
- Giuseppe Donzelli (13 aprile 1586 - aprile 1587)
- Giovanni Mazza de' Canobbi (agosto 1587 - aprile 1589 deceduto)
- Michele Priuli (10 aprile 1589 - 15 luglio 1591)
- Carlo Montigli (15 luglio 1591 - febbraio 1592)
- Marino Zorzi (27 febbraio 1592 - 15 ottobre 1596 nominato vescovo di Brescia)
- Offredo Offredi (26 ottobre 1596 - 18 giugno 1598 nominato nunzio apostolico a Venezia)
- Domenico Ginnasi (11 agosto 1598 - 1600)

#### XVII secolo
- Ascanio Giacovazzi  (Giacobacci o Jacobacci o Jacovacci )  (5 maggio 1600 - 1605)
- Antonio Grimani (11 luglio 1605 - 27 giugno 1616)
- Pietro Valier (27 giugno 1616 - 1621)
- Innocenzo Massimo (12 marzo 1621 - 28 giugno 1622)
- Alfonso Giglioli (20 agosto 1622 - 24 marzo 1630 deceduto)
  - Giacinto Ferri (1630 - 1631) (incaricato d'affari)
- Giorgio Bolognetti (8 novembre 1631 - 26 marzo 1634)
- Giovanni Francesco Passionei (8 luglio 1634 -  20 febbraio 1641)
- Camillo Melzi (20 febbraio 1641 - 12 luglio 1643)
  - Rottura delle relazioni diplomatiche
- Annibale Bentivoglio (20 aprile 1645 - 1652 dimesso)
- Antonio Pignatelli di Spinazzola (29 ottobre 1652 - 21 maggio 1660 nominato nunzio apostolico in Polonia)
- Stefano Brancaccio (9 giugno 1660 - 17 luglio 1666 nominato nunzio apostolico nella Repubblica di Venezia)
- Lorenzo Trotti (5 novembre 1666 - 25 aprile 1668)
- Opizio Pallavicini (1º giugno 1668 - 29 novembre 1672 nominato nunzio apostolico a Colonia)
- Carlo Francesco Airoldi (5 novembre 1673 - 3 ottobre 1675 nominato nunzio apostolico a Venezia)
- Giuseppe Gaetani d'Aragona (4 aprile 1676 - 15 giugno 1678 dimesso)
- Ercole Visconti (15 novembre 1678 - 13 ottobre 1680 dimesso)
- Giuseppe Archinto (22 aprile 1686 - 15 dicembre 1689 nominato nunzio apostolico a Venezia)
  - Tommaso Bonaventura della Gherardesca (dicembre 1697 - 19 aprile 1698 dimesso)[1] (internunzio)
- Tommaso Ruffo (19 aprile 1698 - 23 marzo 1700)

#### XVIII secolo
- Niccolò Caracciolo (25 giugno 1700 - 23 aprile 1703 nominato arcivescovo di Capua)
- Antonio Francesco Sanvitale (17 agosto 1703 - 1º giugno 1706 nominato assessore della Congregazione della Romana e Universale Inquisizione)
- Nicola Gaetano Spinola (30 ottobre 1706 - 6 settembre 1707 nominato nunzio apostolico in Polonia)
- Girolamo Mattei Orsini (21 aprile 1708 - 11 ottobre 1710 dimesso)
- Girolamo Archinto (28 marzo 1711 - 1º dicembre 1712 nominato nunzio apostolico a Colonia)
- Pier Luigi Carafa (20 luglio 1713 - 12 aprile 1717 nominato segretario della Congregazione di Propaganda Fide)
- Carlo Gaetano Stampa (29 aprile 1718 - 12 ottobre 1720 nominato nunzio apostolico a Venezia)
- Lazzaro Pallavicini (5 marzo 1721 - 1º giugno 1731 dimesso)
- Fabrizio Serbelloni (1º settembre 1731 - 5 febbraio 1734 nominato nunzio apostolico a Colonia)
- Giovanni Francesco Stoppani (13 aprile 1735 - 10 marzo 1739 nominato nunzio apostolico a Venezia)
- Alberico Archinto (17 novembre 1739 - 1º marzo 1746 nominato nunzio apostolico in Polonia)
- Antonio Biglia (22 luglio 1754 - 29 novembre 1755, deceduto)
- Vitaliano Borromeo (16 marzo 1756 - 10 dicembre 1759 nominato nunzio apostolico in Austria)
- Bernardino Honorati (24 aprile 1760 - 20 novembre 1766 nominato nunzio apostolico a Venezia)
- Giovanni Archinto (20 dicembre 1766 - 20 giugno 1769 nominato segretario dei Memoriali)
- Marcantonio Marcolini (23 agosto 1769 - 16 febbraio 1771 nominato segretario della Sacra Consulta)
- Giovanni Ottavio Manciforte Sperelli (27 giugno 1771 - 1º dicembre 1775 nominato prefetto del Palazzo Apostolico)
- Carlo Crivelli (23 febbraio 1775 - 14 febbraio 1785 nominato prefetto dell'Archivio Segreto Vaticano)
- Luigi Ruffo Scilla (26 aprile 1785 - 23 agosto 1793 nominato nunzio apostolico in Austria)
- Giovanni Filippo Gallarati Scotti (23 agosto 1793 - 18 agosto 1795 nominato nunzio apostolico a Venezia)
- Antonio Maria Odescalchi (16 giugno 1795 - 1801 nominato Maestro di Camera di Sua Santità)

#### XIX secolo
- Giuseppe Morozzo Della Rocca (11 maggio 1802 - 1806)[2]
  - Pietro Valentini (1º novembre 1806 - 6 maggio 1830 esonerato) (uditore)
- Costantino Patrizi Naro (dicembre 1828 - 19 giugno 1829 dimesso)[3]
- Giacomo Luigi Brignole (2 febbraio 1830 - 10 febbraio 1833 nominato tesoriere della Reverenda Camera Apostolica)
  - Girolamo Feliciangelo (21 marzo 1833 - 30 luglio 1836 dimesso) (incaricato d'affari)
  - Loreto Santucci (agosto 1836 - maggio 1842 dimesso) (incaricato d'affari)
  - Bernardo Tirabassi (maggio 1842 - 20 gennaio 1845 nominato vescovo di Ferentino) (incaricato d'affari)
  - Carlo Sacconi (gennaio 1845 - 13 novembre 1847 nominato internunzio apostolico in Baviera) (incaricato d'affari)
  - Vincenzo Massoni (13 novembre 1847 - 16 giugno 1856 nominato internunzio apostolico in Brasile) (incaricato d'affari)
- Alessandro Franchi (16 giugno 1856 - 5 maggio 1859 dimesso)
  - Fine della nunziatura apostolica